# Campbeltown (circonscription du Parlement d'Écosse)
Campbeltown était un burgh royal qui a élu un commissaire aux États d'Écosse entre 1700 et 1707.
Campbeltown à Kintyre a été érigé en burgh royal par charte du roi William II le 19 avril 1700, à la demande du comte d'Argyll.
Le premier et unique commissaire du bourg fut Mr Charles Campbell, qui prit son siège le 2 novembre 1700. Il était le frère de Lord Argyll et représenta le bourg de 1700 à 1702 et au dernier Parlement de 1703 à 1707.
À la suite de l'Acte d'Union de 1707, Campbeltown était représenté au Parlement de Grande-Bretagne dans le cadre du district d'Ayr.

## Liste des commissaires de burgh
- 1700–02, 1702–07: Charles Campbell[4]